# Paralympiska vinterspelen 2018
Paralympiska vinterspelen 2018 gick av stapeln 9–18 mars 2018 i Pyeongchang i Sydkorea, och var de tolfte paralympiska vinterspelen.
Tre kandidater att hålla spelen anmälde sig till Internationella olympiska kommittén (IOK) 15 oktober 2009. Utöver Pyeongchang var de Annecy i Frankrike och München i Tyskland. Alla tre sökande blev kandidatstäder 22 juni 2010, och den vinnande kandidaten Pyeongchang tillkännagavs 6 juli 2011 vid IOK:s 123:e session i Durban, Sydafrika.
Invigningssceremonin hölls den 9 mars 2018, 12:00 (CET).

## Sporter
Sex sporter ingick på det paralympiska programmet 2018 då snowboardtävlingarna utökats till tio grenar och inte längre räknades in under alpinskidåkningen. Antal grenar inom parentes.
- Alpin skidåkning (30)
- Kälkhockey (1)
- Längdskidåkning (20)
- Rullstolscurling (1)
- Skidskytte (18)
- Snowboard (10)

## Medaljfördelning
Medaljfördelning vid Paralympiska vinterspelen 2018 i Sydkorea.
      Värdnation (Sydkorea)
| Placering | Land                             | Guld | Silver | Brons | Totalt antal medaljer |
| --------- | -------------------------------- | ---- | ------ | ----- | --------------------- |
| 1         | USA                              | 13   | 15     | 8     | 36                    |
| 2         | Oberoende paralympiska idrottare | 8    | 10     | 6     | 24                    |
| 3         | Kanada                           | 8    | 4      | 16    | 28                    |
| 4         | Frankrike                        | 7    | 8      | 5     | 20                    |
| 5         | Tyskland                         | 7    | 8      | 4     | 19                    |
| 6         | Ukraina                          | 7    | 7      | 8     | 22                    |
| 7         | Slovakien                        | 6    | 4      | 1     | 11                    |
| 8         | Belarus                          | 4    | 4      | 4     | 12                    |
| 9         | Japan                            | 3    | 4      | 3     | 10                    |
| 10        | Nederländerna                    | 3    | 3      | 1     | 7                     |
| 11        | Schweiz                          | 3    | 0      | 0     | 3                     |
| 12        | Italien                          | 2    | 2      | 1     | 5                     |
| 13        | Storbritannien                   | 1    | 4      | 2     | 7                     |
| 14        | Norge                            | 1    | 3      | 4     | 8                     |
| 15        | Australien                       | 1    | 0      | 3     | 4                     |
| 16        | Finland                          | 1    | 0      | 2     | 3                     |
| 16        | Nya Zeeland                      | 1    | 0      | 2     | 3                     |
| 16        | Sydkorea                         | 1    | 0      | 2     | 3                     |
| 19        | Kroatien                         | 1    | 0      | 1     | 2                     |
| 20        | Kazakstan                        | 1    | 0      | 0     | 1                     |
| 20        | Kina                             | 1    | 0      | 0     | 1                     |
| 22        | Österrike                        | 0    | 2      | 5     | 7                     |
| 23        | Spanien                          | 0    | 1      | 1     | 2                     |
| 24        | Sverige                          | 0    | 1      | 0     | 1                     |
| 25        | Belgien                          | 0    | 0      | 1     | 1                     |
| 25        | Polen                            | 0    | 0      | 1     | 1                     |
| Totalt    | Totalt                           | 80   | 80     | 81    | 241                   |